# Hibiscadelphus wilderianus
Hibiscadelphus wilderianus era uma espécie de angiospérmica da família das Malvaceae.
Apenas podia ser encontrada no seguinte país: Estados Unidos da América (arquipélago do Hawai).